# Detva
Detva – miasto w środkowej Słowacji, w kraju bańskobystrzyckim, ośrodek administracyjny powiatu Detva. Około 15 tys. mieszkańców. Znaczący ośrodek kultury ludowej.
Położona jest we wschodnim krańcu Kotliny Zwoleńskiej w dolinie rzeczki Slatiny, u wschodnich podnóży masywu górskiego Polany, ok. 23 km na wschód od Zwolenia.
Wieś powstała w latach 1636–1638. Z biegiem lat poszerzała swój kataster poprzez przyłączanie powstających w szerokiej okolicy przysiółków i samotnych gospodarstw, nazywanych tu „łazami” (słow. lazy). Mieszkańcy zajmowali się rolnictwem, hodowlą i pracą w lesie. W 1787 r. powstała tu pierwsza przemysłowa serowarnia produkująca bryndzę (słow. bryndziareň) na terenie dzisiejszej Słowacji. W 1811 r. stała się miasteczkiem z prawem urządzania dorocznych jarmarków. W latach międzywojennych panowało tu znaczne bezrobocie, a wielu mieszkańców emigrowało w poszukiwaniu pracy. Status miasta uzyskała w 1965 r., a stolicą powiatu stała się w roku 1996.
Obecnie ośrodek przemysłu maszynowego (Zakład „Podpolianske strojárne” od roku 1955 – samojezdne maszyny budowlane). Zachowało się tu wiele zabytków architektury ludowej. W mieście i okolicy kultywowany jest miejscowy folklor (zespół ludowy „Detvian”), tu też znajduje się ośrodek produkcji znanych fujar słowackich. Strój tzw. „detwiański” (słow. detviansky kroj) należy do najbardziej rozwiniętych i efektownych strojów ludowych Słowacji.

## Sport
- HC 07 Detva – klub hokejowy